# La Corrida
La Corrida és una festa tradicional que se celebra a Puig-reig (el Berguedà) el cap de setmana següent a Sant Antoni, 17 de gener, lligada al món dels cavalls, els carros, l'embotit i els productes elaborats del porc des de fa més de 125 anys. La particular designació de la festa, que en la majoria de poblacions on se celebra s'anomena els Tres Tombs, fa referència, malgrat el desajustament amb la normativa fabriana, a les curses o corregudes de cavalls, mules i rucs que incorporava i encara incorpora la celebració d'aquesta festa a Puig-reig.
Igual com en moltes altres poblacions catalanes, la festa s'origina al voltant de l'advocació de Sant Antoni Abat com a patró dels animals domèstics, i especialment dels animals de treball com els cavalls, les mules i els rucs. En aquest dia els pagesos de la contrada portaven a beneir les bèsties que més apreciaven, i sortint de missa feien una cercavila. No es coneix a partir de quin moment els pagesos que havien acudit al poble amb les seves muntures van començar a organitzar-se per competir entre ells fent curses.

## Contingut
- Festa a l'entorn del porc. Antigament es feia la matança del porc i es donava esmorzar amb els productes elaborats al moment. Arran de Llei de protecció d'animals, que prohibeix matar animals en públic, s'ha reduït a la demostració d'elaboració d'embotits artesanalment. L'esmorzar popular amb botifarra dona l'inici a la festa del diumenge i juntament amb la cercavila és l'acte que aplega més visitants.[4]
- Cercavila de carruatges, xarrets, cavalls, mules, rucs... encapçalada pels banderers i amb la presència de les pubilles i hereus. Es fa el diumenge al matí.
- Joc de les cintes d'origen molt antic, es creu que és una reminiscència dels jocs que practicaven els cavallers a l'edat mitjana. Consisteix a intentar encertar l'anella del capdavall d'una de les cintes que pengen d'una corda amb la muntura en marxa i sense parar. El genet que aconsegueix endur-se l'anella i la cinta obté un premi. Actualment es fa durant la cercavila i al final de les curses.
- Curses de cavalls, perxerons, mules i rucs. Es fan a la tarda. Actualment són al circuit de darrere el camp de futbol.
- Raid social. Incorporat el 2005, i es fa dissabte de la festa.[5]
- Fira del cavall. Incorporat el 1995.[4]
- Rodeo amb rucs. També d'incorporació recent, dissabte al migdia a la rotonda del Passeig.
- Missa del ruc. Dissabte al vespre, amb sortida de la comitiva de banderers, autoritats, pubilles i hereus i Comissió de la festa des de l'ajuntament fins a l'església, amb acompanyament de la Banda de l'Escola Municipal de Música i encapçalada per un ruc. Aquesta també és una incorporació relativament recent a la festa, adaptant l'antiga tradició d'acompanyar les autoritats amb la banda a la Missa Major de diumenge.